# Danny Ramadan

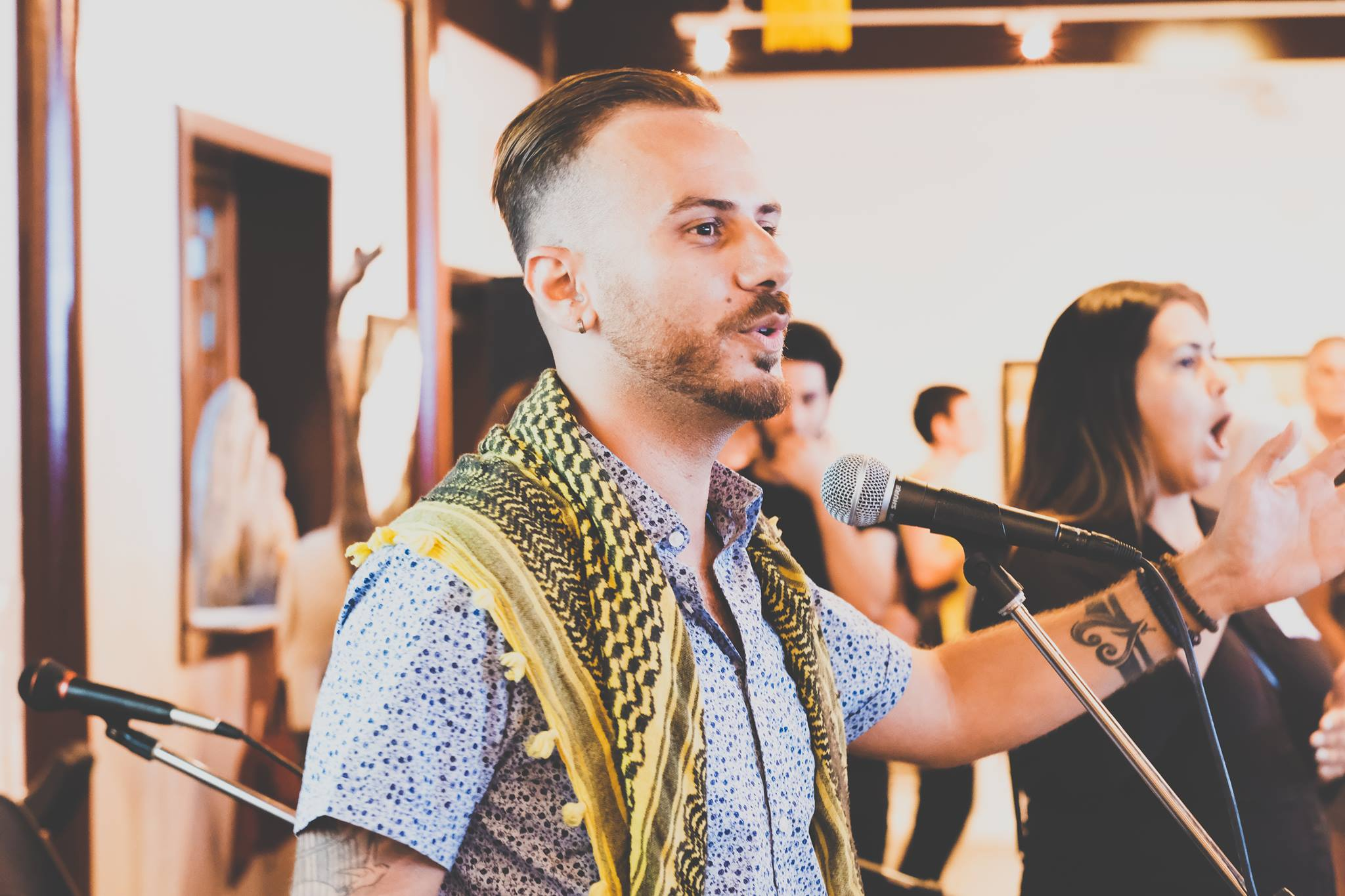
Danny Ramadan 2016 auf der Vancouver Pride

Danny Ramadan (geboren am 31. Mai 1984 in Damaskus, Syrien als Ahmad Ramadan, arabisch أحمد رمضان, DMG Aḥmad Ramaḍān) ist ein syrisch-kanadischer Schriftsteller, Journalist und LGBT-Aktivist.

## Leben
Ramadan wurde in Damaskus geboren. Er lebte in den 2000er Jahren für einige Zeit in Ägypten, kehrte aber 2011 nach Syrien zurück und nahm an dem Aufstand gegen Assad teil. Dabei wurde er zeitweise inhaftiert und musste das Land verlassen. 2012 flüchtete er in den Libanon, 2014 erhielt er in Kanada Asyl, nachdem zwei Bürgen für ihn eine Patenschaft übernommen hatten. Er lebt heute mit seinem Partner in Vancouver, Kanada. Nach eigenen Angaben wurde er 2019 in Kanada eingebürgert.

## Journalist und Schriftsteller

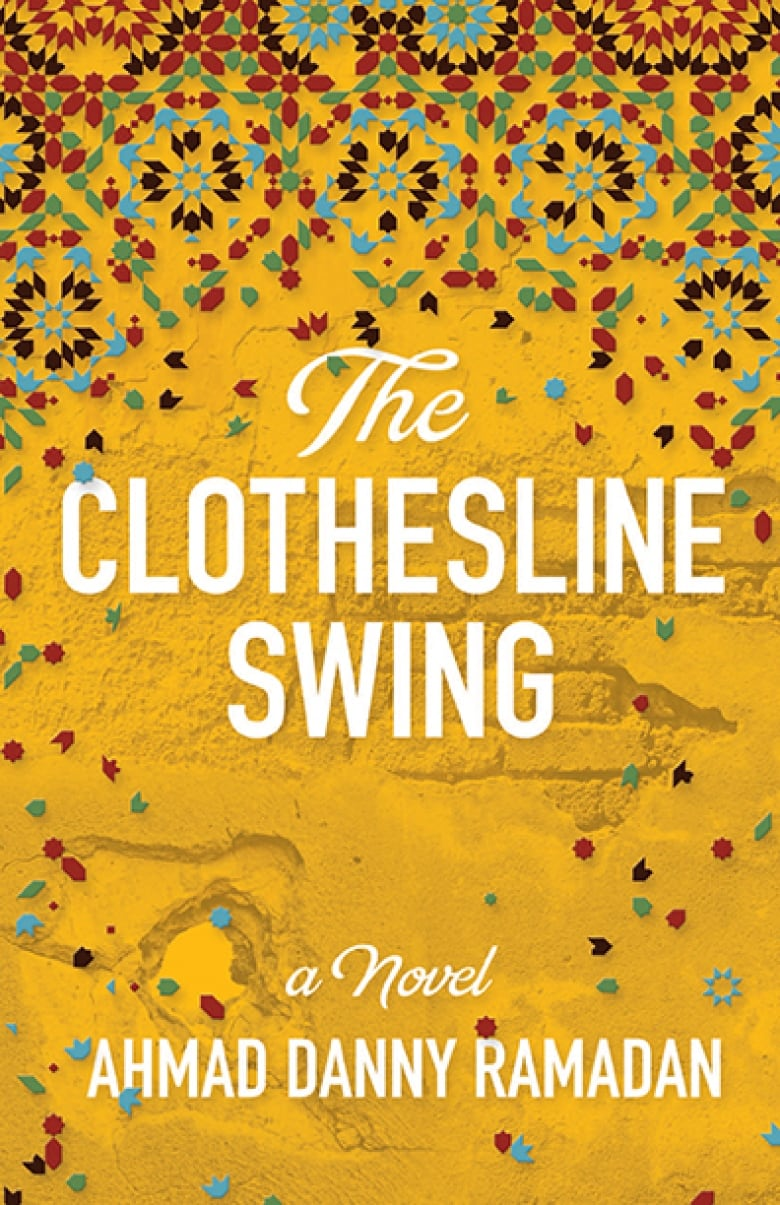
Die Wäscheleinen-Schaukel, englisches Buch-Cover

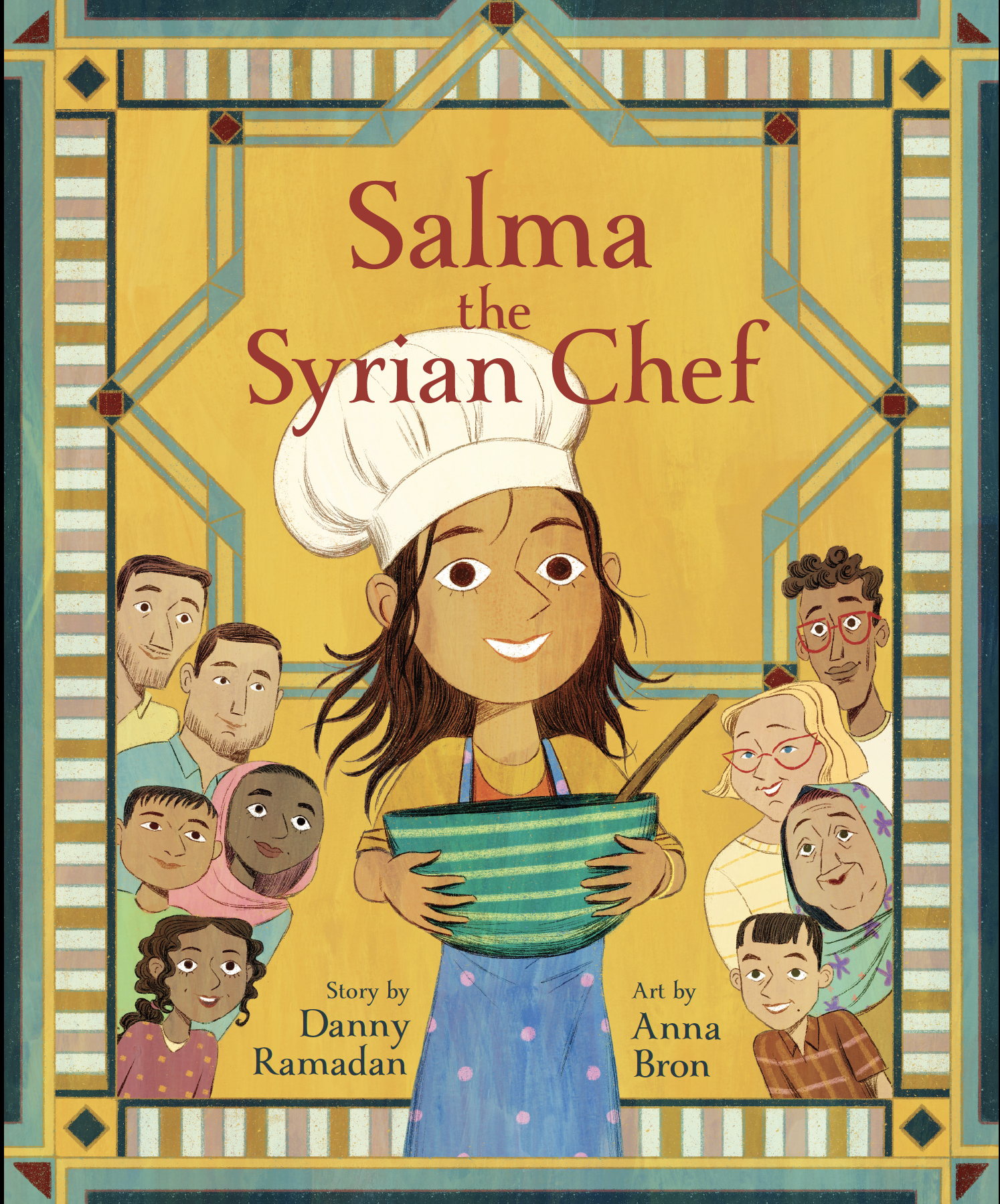
Salma die syrische Köchin, englisches Buch-Cover

Während seines Aufenthalts in Ägypten erschienen zwei Sammlungen von Kurzgeschichten auf Arabisch.
Während seiner Zeit im Libanon berichtete er für die Washington Post über den syrischen Bürgerkrieg. Artikel von ihm erschienen auch im britischen The Guardian und in Foreign Policy.
In Kanada übersetzte Ramadan zunächst Arbeiten des saudischen Bloggers Raif Badawi ins Englische, die 2015 unter dem Titel 1000 Lashes: Because I Say What I Think erschienen (auf Deutsch 1000 Peitschenhiebe. Weil ich sage, was ich denke).
Sein erster Roman Die Wäscheleinen-Schaukel erschien 2015 auf Englisch und wurde in mehrere Sprachen übersetzt. 2021 erschien er auf Deutsch im Orlanda Verlag.
2020 erschien das Kinderbuch Salma die syrische Köchin zunächst auf Englisch, 2021 dann auf Deutsch.
Für 2022 wurde das Erscheinen seines zweiten Romans The foghorn echoes angekündigt.

## Engagement
Ramadan unterstützte nach eigenen Angaben bereits in Damaskus die LGBT-Community, indem in seiner Wohnung geheime Versammlungen und Kulturabende stattfanden. Auch im Libanon setzte er seinen Einsatz fort.
In Kanada setzt er sich insbesondere für queere Geflüchtete ein, unter anderem im lokalen queeren Zentrum Qmunity und bei den Hilfsorganisationen Rainbow Refugee und Rainbow Railroad, die sich für queere Menschen aus Ländern einsetzen, in denen sie hohe Strafen fürchten müssen.
2016 führte er die CSD-Parade Vancouver Pride an, an der auch der kanadische Premierminister Justin Trudeau teilnahm.
Bei der von ihm seit 2015 jährlich veranstalteten Benefiz-Gala An Evening in Damascus kamen bisher nach eigenen Angaben über 200.000 $ an Spenden zusammen und es wurden Sponsoren für 18 queere syrische Geflüchtete und eine afrikanische Familie gefunden, die eine Einreise nach Kanada ermöglichten. Außerdem dienen die Abende dazu, die syrische Kultur in der kanadischen Community bekannter zu machen.

## Werke
- Death and other fools. Kurzgeschichten in arabischer Sprache, 2004.
- Arya. Kurzgeschichten in arabischer Sprache, 2008.
- Die Wäscheleinen-Schaukel, Roman. Orlanda 2021, ISBN 978-3-944666-74-7.
- Nebelhorn-Echos. Roman. Orlanda 2024, ISBN 978-3-949545-51-1.

### Kinderbücher
Die Zeichnungen der Kinderbücher sind von Anna Bron.
- Salma die syrische Köchin. Orlanda 2021, ISBN 978-3-944666-77-8.
- Bei Salma zu Hause. Orlanda 2024, ISBN 978-3-949545-55-9.
- Salma schreibt ein Buch. Orlanda 2025, ISBN 978-3-949545-72-6.

## Auszeichnungen
- 2017 – Top 25 Canadian Immigrant der gleichnamigen Zeitschrift[20][5]
- 2017 – StandOUT! Social Activist Award der Vancouver Pride Society[7]
- 2018 – Independent Publisher Book Award in Gold in der Kategorie LGBT+ Fiction für The Colesline Swing[21]
- 2018 – Fred Kermer Award[22]
- 2018 – Bonham Centre Award der Universität Toronto[23]